# Azorinus
Azorinus är ett släkte av musslor som beskrevs av Recluz 1869. Azorinus ingår i familjen Solecurtidae.
Släktet innehåller bara arten Azorinus chamasolen. Azorinus är enda släktet i familjen Solecurtidae.